# Puente de Montañana
Pour les articles homonymes, voir Montañana.
Puente de Montañana est une commune espagnole appartenant à la province de Huesca (Aragon, Espagne) dans la comarque de la Ribagorce.
Sur son territoire se trouve la chapelle Saint-Jean de Montañana.